# Crataegus saligna
Crataegus saligna är en rosväxtart som beskrevs av Edward Lee Greene. Crataegus saligna ingår i Hagtornssläktet som ingår i familjen rosväxter. Inga underarter finns listade i Catalogue of Life.

## Bildgalleri

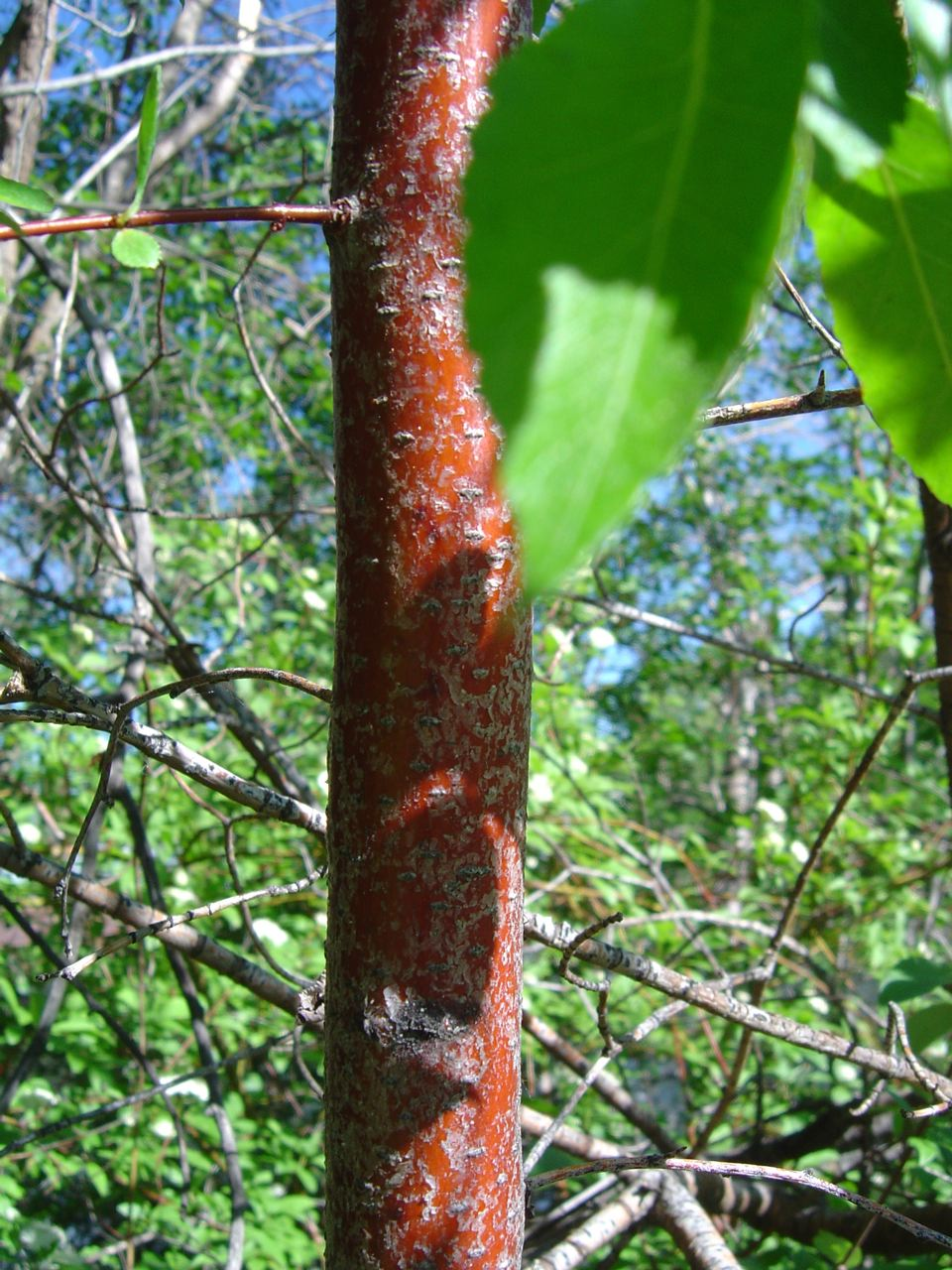